# Pierre-Antoine-Augustin de Piis
Pour les articles homonymes, voir Piis.
Pierre-Antoine-Augustin, chevalier de Piis, né le 17 septembre 1755 à Paris où il est mort le 22 mai 1832, est un haut fonctionnaire de police, homme de lettres et dramaturge français.

## Biographie
Issu de la famille de Piis qui selon une tradition domestique, dénuée de preuves historiques, se disait issue de la famille de Pins,
Piis est le fils naturel de Pierre-Joseph de Piis, chevalier de Saint-Louis et major au Cap-Français, capitale de la colonie française de Saint-Domingue et d'une femme de couleur, restée anonyme : lors d'un aller-retour à Saint-Domingue en 1791, il est en effet désigné par l'Amirauté de Bordeaux comme un "quarteron", terme désignant à l'époque les personnes d'ascendance africaine et métissée.
Piis était destiné à servir dans un régiment colonial mais par faiblesse de santé, il renonça à l’état militaire et acheva au collège d'Harcourt les études qu’il avait commencées à celui de Louis le-Grand. Les encouragements de l’abbé de L’Atteignant et du dramaturge Germain de Saint-Foix contribuèrent à le lancer dans un genre littéraire de la parodie.
En 1776, il aborda le théâtre, dès l’âge de vingt et un ans, avec une parodie d’Alceste intitulée la Bonne femme, et qui fut bien accueillie. S’étant associé Barré, alors greffier du Châtelet, ils donnèrent ensemble à la Comédie Italienne une vingtaine de petites pièces, entièrement en vaudevilles, et dont le dialogue était remplacé par des couplets que l’on chantait sans accompagnement ; quelques-unes eurent une grande vogue, comme Les Vendangeurs, Le Sabot perdu et Les Amours d’été, et se distinguaient par des vers charmants et des tableaux gracieux.
De 1781 à 1783, Barré et de Piis donnèrent à la foire Saint-Germain des pièces, dont les principales sont : Cassandre oculiste, Aristote amoureux, les Vendangeurs, Cassandre astrologue, les Étrennes de Mercure, la Matinée et la Veillée villageoises ; compliments prononcés à la clôture du Théâtre-Italien, Le Printemps, Les Deux porteurs de chaises, Les Amours d'été, Le Gâteau à deux fèves, Le Mariage in extremis, comédie ; L'Oiseau perdu et retrouvé, Les Voyages de Rosine, Les Quatre coins.
La nature du talent de Piis lui concilia la faveur de la cour : en 1784, il fut nommé secrétaire interprète du comte d’Artois, sinécure qui lui fut rendue dès la première Restauration.
En 1790, il vient régler à Saint-Domingue la succession de son père, décédé la même année puis revient en France en février 1791.
En 1792, il prit part avec son ami Barré à la fondation du théâtre du Vaudeville, rue de Chartres-Saint-Honoré, spécialement consacré au genre qu’il avait restauré, et y fit représenter la plupart de ses anciens ouvrages ainsi que des pièces de circonstance. En 1794, il publie un recueil de chansons composées par ses soins et chantées au théâtre du Vaudeville et aux Tuileries. Parmi les chants, on retrouve notamment un chant composé pour célébrer l'abolition de l'esclavage.
Sous la Terreur, il fut obligé de se cacher dans le midi afin d’échapper à la tourmente révolutionnaire et, de retour à Paris, après la chute de Robespierre le 9 thermidor, il accepta des fonctions municipales dans le département de Seine-et-Oise. Il était, sous le Directoire, commissaire du Ier arrondissement de Paris lorsqu’à la suite du coup d'État du 18 brumaire il devint, le 20 brumaire an VIII, l’un des cinq administrateurs du bureau central.
Appelé, le 23 ventôse an VIII, au poste de Secrétaire général de la préfecture de police fondée en 1800, il conserva cette fonction sous trois Préfets de police successifs et jusqu’au 14 août 1815. Les hautes fonctions dans la police de Piis lui permettront de protéger ce théâtre de la proscription voulue par Bonaparte et qui entraina la fermeture de nombreux théâtres. Pendant les Cent-Jours, il fut employé par le comte Réal en qualité d’archiviste.

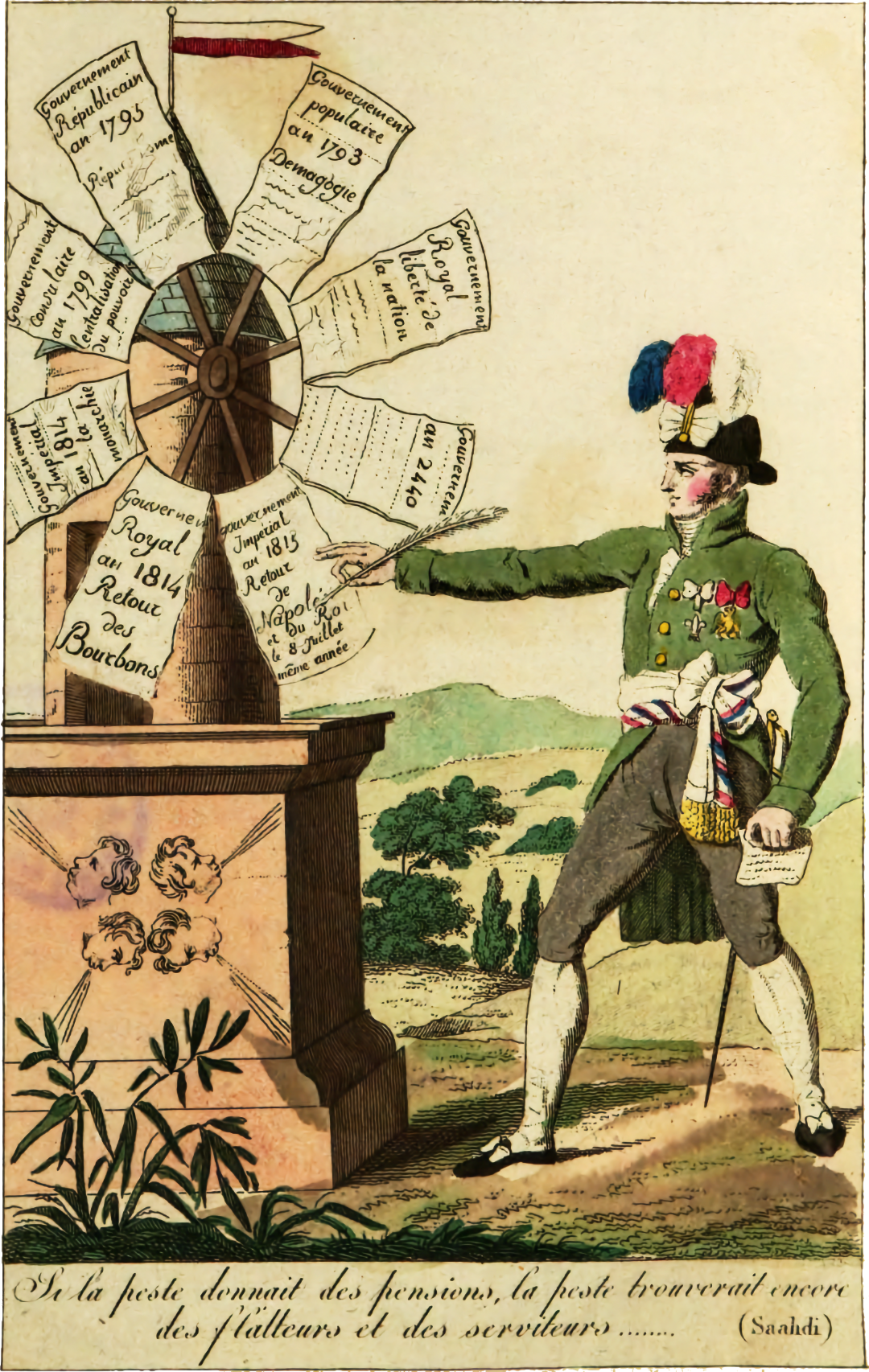
Dictionnaire des girouettes où figure en bonne palace Piis.

À la Restauration il fut reproché à Piis d’avoir souvent pratiqué une politique opportuniste lui ayant permis de traverser, pratiquement sans encombre, une période particulièrement mouvementée de l’Histoire de France. Le Dictionnaire des girouettes paru en 1815 a consacré une longue notice à ses nombreux changements d'orientations politiques correspondant à son intérêt personnel.
Piis était membre de la Légion d'honneur, mais se présenta trois fois sans succès aux élections de l’Académie française. Il fut l’un des fondateurs du Portique républicain, de la société des dîners du Vaudeville et de celle du Caveau moderne, qu’il présida après la mort de Laujon. Piis se fit remarquer par la facilité et le tour aimable de son esprit ; mais il montra dès lors la négligence de forme et la prolixité qui caractérisent toutes ses œuvres. Son talent comme vaudevilliste a été décrit comme fort inégal, et aucune de ses nombreuses compositions ne s’est maintenue au répertoire ; dans ses meilleures chansons, il s’est montré prolixe et bizarre. Il fit partie, avec Barré, Radet et Desfontaines-Lavallée, dont les noms sont restés plus connus que les écrits, du quatuor de vaudevillistes.
La consonance de son nom lui a attiré plusieurs épigrammes : « Di meliora Piis », disait l’un en parodiant Virgile ; Auge Piis ingenium, ripostait l’autre en parodiant le rituel. D’aucuns trouvaient aussi que, dans son bagage littéraire, il y avait « beaucoup à barrer » (i.e. « à Barré » avec qui il collabora fréquemment).
Piis paraît avoir été un actif protecteur du Carnaval de Paris et l’auteur probable du rétablissement du cortège de la Promenade du Bœuf Gras en 1805. Ainsi que l’auteur du tract anonyme annonçant ce défilé, qui lança en pleine vogue égyptienne à la suite de la campagne d'Égypte le mythe de l’origine égyptienne de cette fête.
Il meurt à Paris le 22 mai 1832, sans postérité.

## Œuvre
On citera parmi les pièces de Piis : La Bonne Femme, parodie d’Alceste (1776) ; L'Opéra de province, parodie d’Armide (1777) ; Aristote amoureux, ou le Philosophe bridé, avec Barré (1780) ; Les Amours d’été, avec le même (1781 ; Le Mariage in extremis, avec le même (1782) ; Les Solitaires de Normandie (1788) ; Le Savetier et le Financier (1793) ; Santeul et Dominique, avec Barré (1796) ; La Vallée de Montmorency, avec Barré, Radet et Desfontaines (1798) ; Voltaire ou Une journée à Ferney, avec les mêmes (1799), etc.
Outre ses vaudevilles, qui, à part le plus petit nombre, ont tous été écrits en collaboration avec Barré, on a de lui : Les Augustins, contes nouveaux en vers, et Poésies fugitives, Londres [Paris], 1779, in-16 ; La Carlo-Robertiade, ou Épitre badine au sujet des ballons, Paris, 1784, in-8° ; Chansons nouvelles, Paris, 1785-1788, in-12, dédiées au comte d’Artois ; L'Harmonie imitative de la langue française, poème en quatre chants, Paris, 1785, 1788, in-8° ; Les Œufs de Pâques de mes critiques, dialogues mêlés de vaudevilles, Paris, 1786, in-8°, satire dirigée contre les journalistes qui avaient attaqué l’Harmonie imitative ; Opuscules divers, Paris, 1791, in-12 ; Chansons patriotiques, Paris, 1794, in-18 ; Les Diners du Vaudeville, 1802, in-8° ; Chansons choisies, Paris, 1808, 2 vol. in-18, avec portrait ; À quelques poètes très-spirituels, matérialisme à part; stances familières, Paris, 1818, in-8° ; Les Craintes d’un fou du roi ; Paris, 1855, in-8° ; Le Cantique du pauvre d’esprit ; Paris, 1825, in-8°, à l’occasion du sacre de Charles X.
On a encore de Piis : Les Augustins, contes nouveaux en vers (Londres [Paris], 1779, in-16) ; L'Harmonie imitative de la langue française, poème en quatre chants (Paris, 1785, in-8° ; Chansons nouvelles (Paris, 1785, in-12) ; Opuscules divers (Paris, 1791, in-12) ; Chansons patriotiques (Paris, 1794, in-18) ; Chansons choisies (Paris, 1806, 2 vol. in-18) ; etc.
Piis a édité lui-même une partie de ses pièces sous le titre de Théâtre (1781, 2 vol. in-18) ; il a donné aussi ses Œuvres choisies (Paris, 1811, 4. vol. in-8°). On a le Théâtre de Piis et Barré (1784, 2 vol. in-8°).